# فهرست واژگان اسپانیایی با ریشه ایرانی
این فهرستی از واژگان اسپانیایی است که از زبانهای ایرانی فارسی و اوستایی  ریشه می‌گیرند. برای برخی از این واژگان شاید ریشه‌شناسی دیگری هم انجام داده باشند و شاید در فهرست واژگان اسپانیایی که از زبانهای دیگر می‌آیند نیز دیده شوند.

## فهرست
aceche یا aciche یا acije یا azache به معنی فروس سولفات یا مس(II) سولفاتَ، برگرفته از عربی «الزاج»، برگرفته از واژه فارسی «زاک». <
acederaque: به معنی آزاد درخت یا همان سنجد تلخ و زهر زمین و زیتون تلخ است، برگرفته از فرانسه azédarac که خود برگرفته از واژه فارسی «آزاد درخت» است.
aduana: به معنی دیوان برگرفته از عربی «الدیوان» که خود برگرفته از واژه فارسی دیوان است.
ajedrez: به معنی شطرنج، برگرفته از عربی الشطرنج، برگرفته از فارسی «شترنگ»، با ریشه فارسی میانه «چترنگ»، برگرفته از سانسکریت «چَتورَنگَ»، به معنی «دارای چهار لبه یا چهار حد».
alcoba: برگرفته از واژه عربی «القبه» که خود از واژه فارسی گنبد می‌آید.
alferza: به معنی وزیر بازی شطرنج. برگفته از واژه فارسی فرزین.
alfil: به معنی فیل در بازی شطرنج، برگرفته از واژه فیل یا پیل
alfócigo یا alfóncigo یا alfóstigaو یا alfóstigo به معنی پسته، برگرفته از عربی «الفستق»، معرب واژه فارسی میانه «پستک».
algarroba: به معنی گیاه خرنوب یا غلاف لوبیا. برگرفته از واژه فارسی خرنوب.
alhame اشاره به نوعی پارچهٔ کتانی یا ابریشمی، یا به نوعی پیرهن و تونیک. برگرفته از عربی «الخام» به معنی «پارچه خام» یا «ابریشم خام»، برگرفته از واژه «خام» فارسی.
alhandac یا alhandaque به معنی «آبکند» و «مسیل» و «دره باریک و کوچک»، برگرفته از عربی «الخندق»، معرب از فارسی میانه «کندک» یا «کنده».
almártaga یا almártega به معنی مرداسنگ، برگرفته از عربی «المرتک» یا «المرتق»، برگرفته از واژه فارسی «مرده‌سنگ».
almíbar: به معنی شربت. برگرفته از واژه‌های فارسی می+بِه که از راه عربی به اسپانیایی رفته‌است.
almizcle: به معنی مُشک. برگرفته از معرب واژه مشک.
almoraduj یا almoradux یا almorabú، به معنی پونه کوهی یا مرزنگوش، برگرفته از عربی «المردکوش»، برگرفته از وازه فارسی «مرده‌گوش».
alubia: به معنی لوبیا، برگرفته از عربی‌شدهٔ واژه فارسی لوبیا.
añil یا añir یا amir، به معنی گیاه نیل (Indigofera tinctoria) و رنگ نیلی، بر گرفته از عربی «النیل»، برگرفته از واژه فارسی «نیل»، خود برگرفته از سانسکلیت «نیلـَه».
arjorán به معنی «درخت ارغوان»، برگرفته از عربی «ارجوان»، برگرفته از فارسی «ارغوان».
arrabio، به معنی «چدن»، بر گرفته از عربی «الرَوی»، برگرفته از فارسی «روی».
atabalaque یا atabaque به معنی «طبل کوچک»، برگرفته از عربی «الطبلک»، بر گرفته از فارسی «طبلک».
azabache: به معنی کهربای سیاه یا شَبَق، برگرفته از واژه عربی الصبغ که خود از واژه فارسی شبق گرفته شده‌است.
azarcón به معنی سرب سوخته و «رنگ نارنجی شدید» برگرفته از عربی «الزرقون»، برگرفته از واژه فارسی «زرگون».
azúcar به معنی شکر، برگرفته از عربی «السکر»، شاید برگرفته از یونانی σάκχαρη، شاید برگرفته از واژه فارسی «شکر، برگرفته از واژه سانسکریت «शर्करा» (شرَکـَرا). <
azucena: به معنی گل سوسن یا زنبق و همچنین نامی برای دختران، برگرفته از واژه عربی «السوسنه» که خود از واژه پهلوی سوسن گرفته شده‌است.
azul: به معنی رنگ آبی، برگرفته از تغییر شکل یافته و معرب واژه فارسی لاژورد.
babucha: به معنی کفش یا دمپایی، برگرفته از واژه پاپوش
badián، به معنی بادیان ختایی (Illicium verum)، برگرفته از فرانسه یا ایتالیایی badian، برگرفته از فارسی «بادیان». <
bazar: به معنی بازار
bezoar: یه معنی پادزهر و برگرفته از واژه پادزهر
chacal: به معنی شغال، برگرفته از واژه ترکی cakal که خود برگرفته از واژه فارسی شغال است.
caqui: به معنی رنگ خاکی
caravana: به معنی کاروان و همچنین خودرو مسافرتی بزرگی که جای خواب هم داشته باشد.
carcaj: به معنی ترکش کمانداری یا تیرکش، برگرفته از واژه ترکَش یا تیرکش
carmesí: به معنی سرخ‌رنگ. برگرفته از معرب واژه فارسی قرمز. این باور نیز وجود دارد که واژه قرمز ریشه سانسکریست دارد.
casaca: به معنی بالاپوش یا کاپشن، احتمالاً برگرفته از واژه قزاقی
chal: به معنی شال
chalina: مصغر واژه شال، به معنی شال کوچک
cheque:ـ
cipayo: به معنی سرباز، برگرفته از واژه فارسی سپاهی.
diván: به معنی مبل یا کاناپه و همچنین دیوان، برگرفته از واژه دیوان
espinaca: به معنی اسفناج. برگرفته از واژه فارسی اسفناج یا فارسی باستان اسپاناخ.
escabeche: نوعی غذای اسپانیایی به‌ویژه کاتالان است. از واژه عربی سکباج که خود از واژه‌های فارسی سرکه+با (به معنی آش) گرفته شده‌است.
gaceta:ـ
gasa: به معنی پارچه ابریشمی
jaque: به معنی کیش در بازی شطرنج، تبدیل یافته معرب واژه
jazmín: به معنی یاسمن. برگرفته از واژه پهلوی یاسمن.
mago: به معنی مُغ و همچنین جادوگر. برگرفته از واژه فارسی مُغ.
matador:ـ
mate: مات، اصطلاحی در شطرنج
parche: به معنی وصله، یا تکه، برگرفته از واژه پارچه
paraíso: به معنی پردیس یا بهشت. برگرفته از واژه فارسی پردیس.
percal: از واژه پرگاله
persa: به معنی پارسی، فارسی، ایرانی
persiana: به معنی پرده کرکره، پنجره پوش، برگرفته از پنجره پوش‌های سبک ایرانی یا پارسی که اولین بار در قرن هجدهم به ونیز برده شدند.
prisco
pi(j/y)ama: به معنی پیژامه، از واژه پای‌جامه
 quermes: به معنی سرخ شرابی یا قرمز.
quiosco: به معنی کیوسک. برگرفته از واژه کوشک فارسی و پهلوی.
roque: به معنی مهره رخ شطرنج
sátrapa: به معنی ساتراپ یا استان. برگرفته از واژه پارسی باستان ساتراپ.
serrallo: به معنی شبستان، برگرفته از واژه سرای
taburete: به معنی چهارپایه، برگرفته از واژه عربی تنبور که خود از واژه پارسی تبیر گرفته شده
tafetán: به معنی نوعی پارچه ابریشمی تافته، برگرفته از واژه تافته
talco: به معنی سنگ تالک، برگرفته از واژه تالک
tigre: به معنی ببر، برگرفته از واژه لاتین tigris که خود احتمالاً ریشهٔ ایرانی دارد
tulipán: به معنی لاله، برگرفته از واژه دلبند
taza: به معنی فنجان، برگرفته از واژه عربی طسّة که خود برگرفته از واژه تشت فارسی است.
turbante: به معنی دستار یا عمامه، برگرفته از واژه دلبند
zancada: به معنی گام بلند، برگرفته از واژه لاتین zanca، که خود بر گرفته از واژه زنگه‌است. (که به معنی نوعی پای‌افزار بوده‌است).
zénana: به معنی زنانه یا بخش زنانه
zumbar